# Levé hydrographique

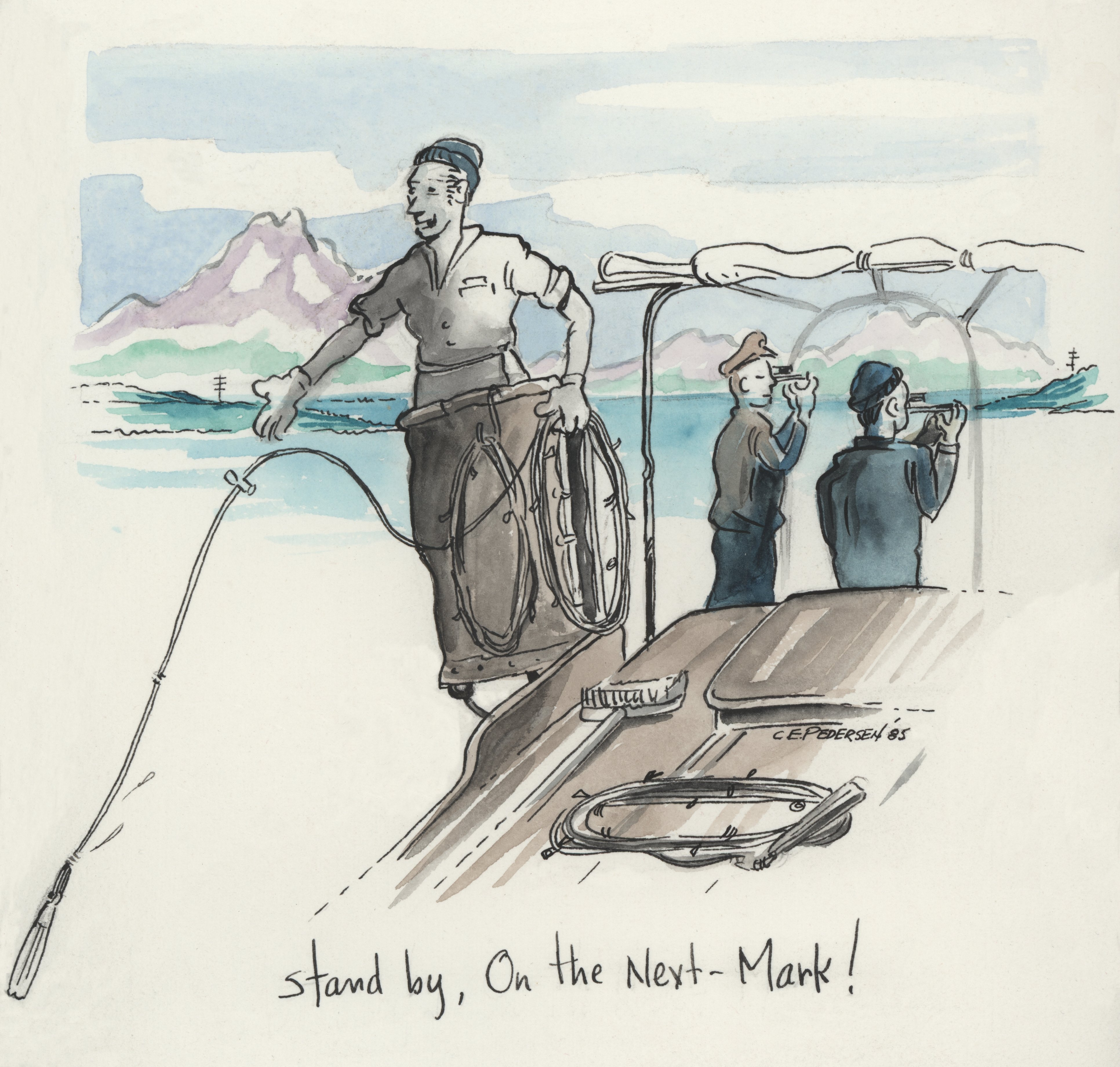
Une esquisse nostalgique de 1985 sur les levés hydrographiques en Alaska.

Un levé hydrographique  est la branche des sciences appliquées traitant du mesurage et de la description des caractéristiques physiques des océans, mers, zones côtières, lacs et fleuves qui affectent la navigation, la construction maritime, le dragage, les parcs éoliens offshore, l'exploration et le forage pétroliers offshore et toutes activités connexes.
Un levé offshore est une discipline spécifique de levé hydrographique principalement concernée par la description de l'état du fond marin et de l'état de l'infrastructure pétrolière sous-marine qui interagit avec lui.

## Objectifs
Le but principal des levés hydrographiques est le recueillement de données, notamment en estimant la profondeur des 
mers, océans, lacs, rivières, bassins portuaires, et tout autres étendues d’eau existant sur la surface terrestre. Ces données proviennent de levés bathymétriques, topographiques et de mesurages océanographiques (marées, courants, ondes), techniques essentielles pour l'élaboration de cartes marines précises, nécessaires notamment pour la sécurité de la navigation,. Parmi les autres utilisations les plus courantes des levés hydrographiques figurent la programmation des voies de transport maritime, l'analyse du dragage ou encore l'emplacement d'épaves.